# Nom de code : DP
Nom de code : DP est une mini-série franco-belge écrite par Frédéric Krivine et réalisée par Patrick Dewolf en 2 épisodes et diffusée en 2005.

## Synopsis
Un civil est infiltré par la France au sein d'un groupe terroriste afin de déjouer un futur attentat.

## Fiche technique
- Réalisateur : Patrick Dewolf
- Scénariste : Frédéric Krivine

## Distribution
- Maher Kamoun : Léon
- Anne Brochet : Nathalie
- Asil Raïs : Bilal
- Rachid Benbouchta : Lewis
- Jean-Michel Vovk : Durieux